# Alexander Kohli
Alexander Kohli (* 21. März 1967) ist ein Schweizer Politiker (FDP) und Berufsoffizier im Rang eines Divisionär. Er war von 2003 bis 2016 Abgeordneter im Kantonsrat von Solothurn.

## Leben
Alexander Kohli schloss 1995 sein Studium als Kulturingenieur ETH  an der ETH Zürich ab. Von 1995 bis 1998 war er als wissenschaftlicher Mitarbeiter an der Versuchsanstalt für Wasserbau, Hydrologie und Glaziologie der ETH Zürich tätig und promovierte zum Dr. sc. techn. Von 1999 bis 2015 betätigte er sich bei der Firma BSB + Partner, Ingenieure und Planer, 2001 wurde er Partner und Mitglied der Geschäftsleitung dieser Firma. Zum 1. Februar 2016 wurde er Kommandant der Infanteriebrigade 5 und gleichzeitig zum Brigadier befördert. Ab 1. Januar 2018 führte Kohli die neu gebildete Mechanisierte Brigade 4 als Kommandant. Zum 1. Januar 2023 wurde er zum Chef Armeestab, unter gleichzeitiger Beförderung zum Divisionär, ernannt. Er folgte auf Divisionär Jean-Paul Theler. Seit dem 1. Januar 2025 ist Kohli der Kommandant der Territorialdivision 2.

## Militärische Laufbahn
- 1996 Hauptmann, Kompaniekommandant einer Aufklärungskompanie
- 2000 Major im Generalstab, Generalstabsoffizier im Stab einer Gebirgsdivision und anschliessend im Stab einer Panzerbrigade
- 2004 Oberstleutnant im Generalstab, Kommandant eines Aufklärungsbataillons
- 2009 Unterstabschef Operationen im Stab einer Infanteriebrigade
- 2015 Oberst im Generalstab, Stabschef im Stab einer Infanteriebrigade
- 2016 Brigadier, Kommandant einer Infanteriebrigade
- 2018 Kommandant Mechanisierte Brigade 4
- 2023 Divisionär, Chef Armeestab
- 2025 Divisionär, Kommandant Territorialdivision 2

## Politik
Ab 2003 war Kohli 13 Jahre im Solothurner Kantonsrat und in Grenchen bis Ende 2024 im Gemeinderat. Er war bis 2015 Präsident der FDP Grenchen.